# Bías
Bías o Biante de Priene, filósofo del siglo VI a. C.. Es uno de los siete sabios de Grecia y, en opinión de muchos, como Sátiro el peripatético, el más destacado de ellos. Sus conciudadanos le consultaban con frecuencia acerca de asuntos litigiosos y siempre se negó a emplear su talento en provecho de la injusticia, decía preferir juzgar entre enemigos que entre amigos, porque en el primer caso estaba seguro de ganar a uno de aquellos, mientras que en el segundo perdía a uno de estos. También decía que debemos amar como si debiésemos aborrecer.
Uno de los ejemplos de su bondad es la leyenda que establece que pagó un rescate por algunas mujeres que habían sido capturadas. Después de educarlas como a sus propias hijas, las envió de regreso a Messina, su patria y la de los padres de las mujeres.
También se dice que cuando algunos pescadores encontraron el Trípode de Bronce en el que estaba grabada la sentencia: "para el más sabio", los padres de las damiselas llamaron a una asamblea y allí concluyeron que Bías era el más sabio entre todos los hombres, así que el Trípode le fue entregado como símbolo de gratitud por todo lo que él había hecho por la ciudad. Bías rechazó ese honor, señalando: "Apolo es el más sabio". Otro autor indica que él consagró el Trípode, en Tebas, a Hércules.
En una ocasión, Priene, su patria, en Caria (Asia Menor), se hallaba sitiada por Aliates, rey de Lidia, que creía poder tomarla por hambre. Bías preparó unos grandes montones de arena, que cubrió de trigo, haciendo creer a los enviados de aquel rey que la plaza se hallaba provista abundantemente por mucho tiempo. Esto le decidió a levantar el asedio. En otra ocasión en que sus habitantes se disponían a abandonar la ciudad por el asedio al que los tenía sometidos el persa Ciro y se llevaban cuantos objetos de valor poseían, un ciudadano le preguntó a Bías si no hacía sus preparativos para la marcha. El sabio le contestó: «Llevo conmigo todas mis cosas" (Omnia mea mecum porto), dando a entender con ello que los bienes más preciados para él eran su sabiduría y el tesoro de sus pensamientos.